# Grauer Kopf (Zorn)
Der Graue Kopf ist eine 517,9 m ü. NHN hohe Erhebung im Mittelgebirge Taunus. Er liegt bei Zorn im hessischen Rheingau-Taunus-Kreis.

## Geographie

### Lage
Der Graue Kopf erhebt sich im Westlichen Hintertaunus und im Naturpark Rhein-Taunus. Sein Gipfel liegt 800 m ostnordöstlich von Zorn, 2,1 km südwestlich von Obermeilingen, 2,6 km südwestlich von Niedermeilingen und 2 km nordwestlich von Nauroth; sie alle sind Heidenroder Ortsteile. Etwas westsüdwestlich des Berges entspringt der durch Zorn zum Mühlbach fließende Morsbach und westlich der Busebach, dessen Wasser durch den nördlich des Berges verlaufenden Seitzgraben den Mühlbach erreicht. Auf dem Südosthang des Berges entspringt der Wisper-Zufluss Herzbach.
In der Nähe des Gipfels steht ein Sendemast.

### Naturräumliche Zuordnung
Der Graue Kopf zählt in der naturräumlichen Haupteinheitengruppe Taunus (Nr. 30) und in der Haupteinheit Westlicher Hintertaunus (304) zur Untereinheit Zorner Hochfläche (304.5). Nordöstlich schließt die Landschaft zur Untereinheit Westlicher Aartaunus (304.1) an.

### Bergbau
Auf dem Grauen Kopf lag die ehemalige Dachschiefergrube Hermani. Sie wurde am 18. März 1870 eröffnet und 1955 stillgelegt.